# Hôpital de Ribeauvillé
L'hôpital de Ribeauvillé comporte une ancienne église qui est un monument historique situé à Ribeauvillé, dans le département français du Haut-Rhin.

## Localisation
Ce bâtiment est situé au 41 Grand-Rue à Ribeauvillé.

## Historique
L'édifice fait l'objet d'un classement au titre des monuments historiques depuis 1898.

## Architecture

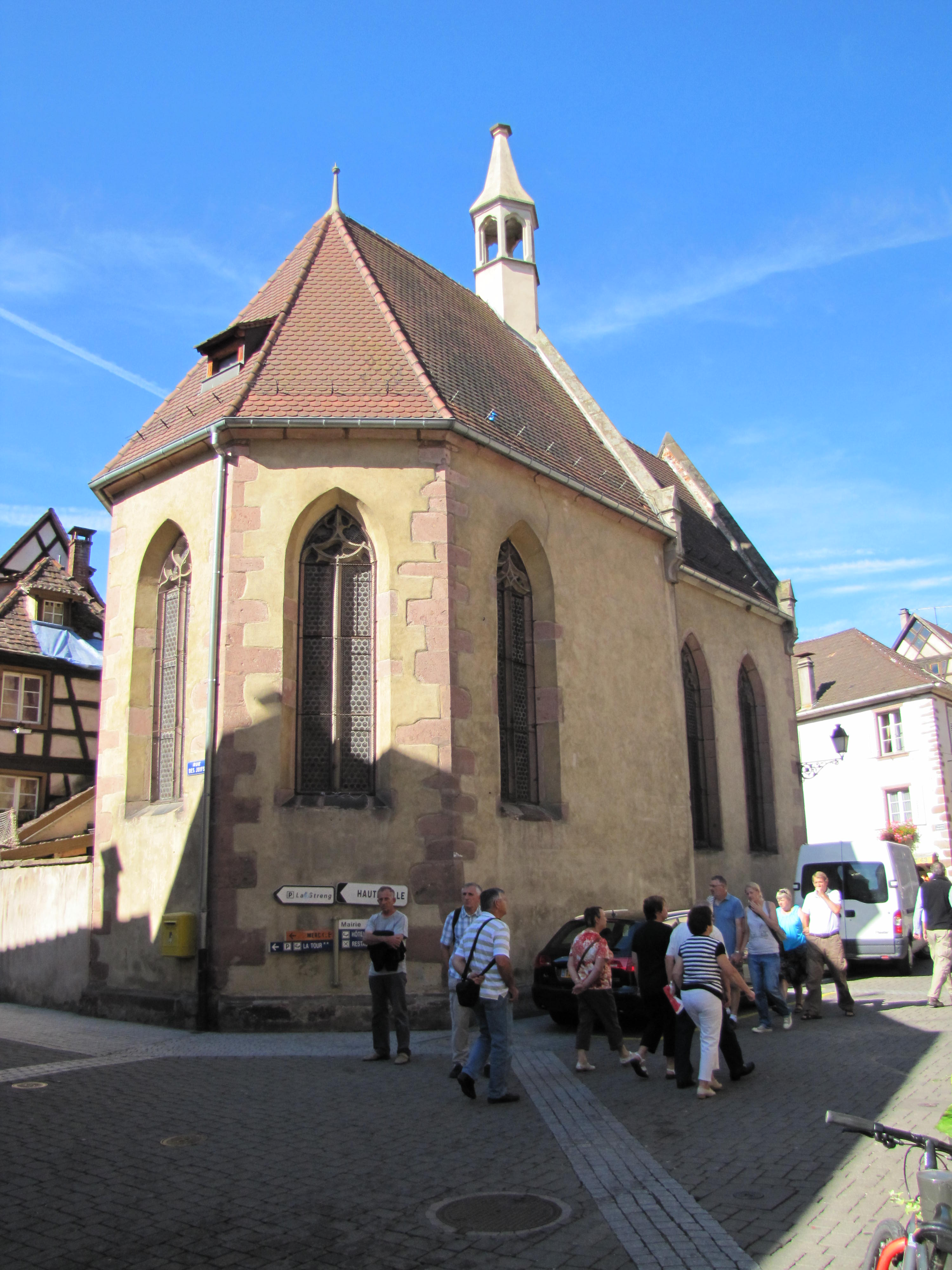
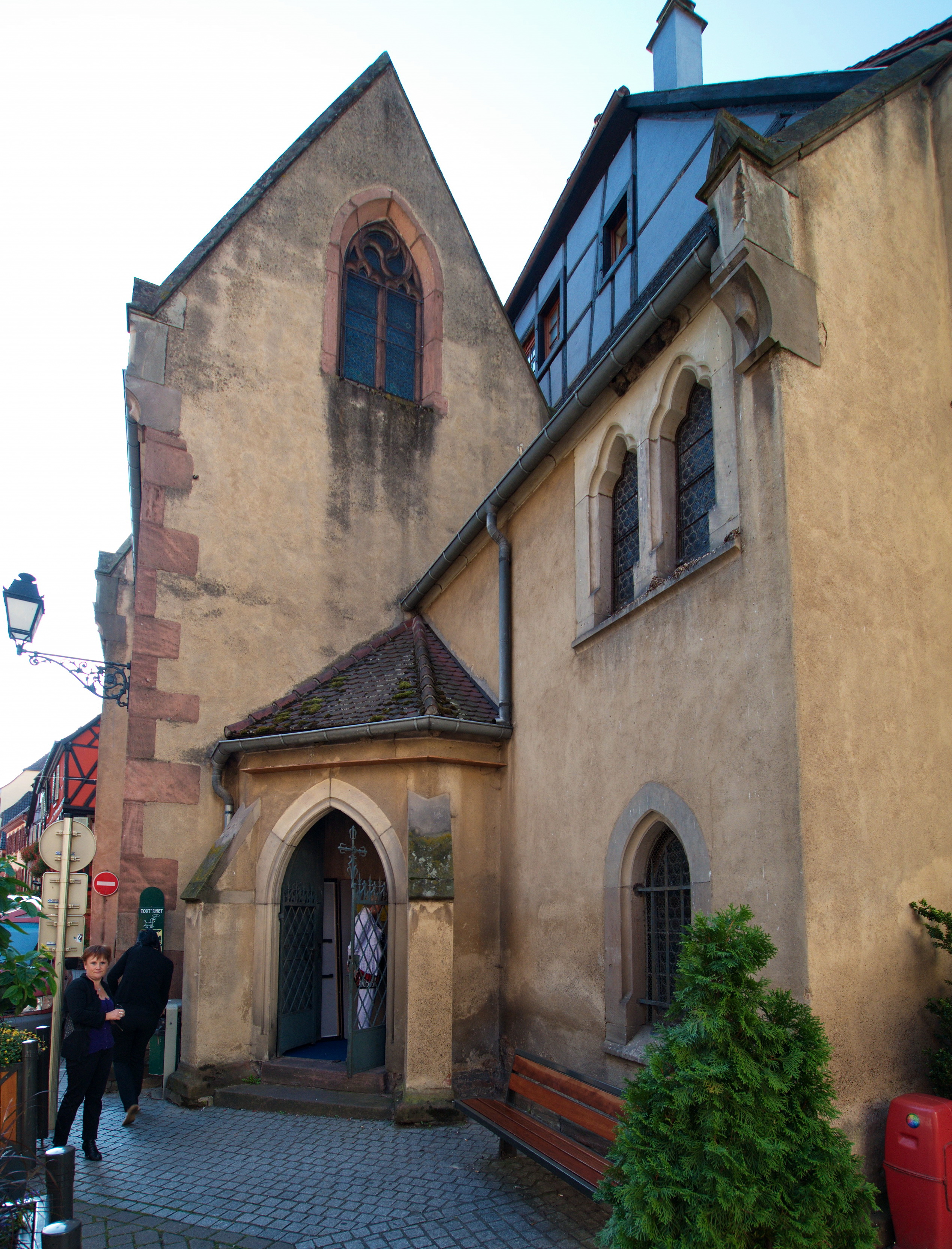
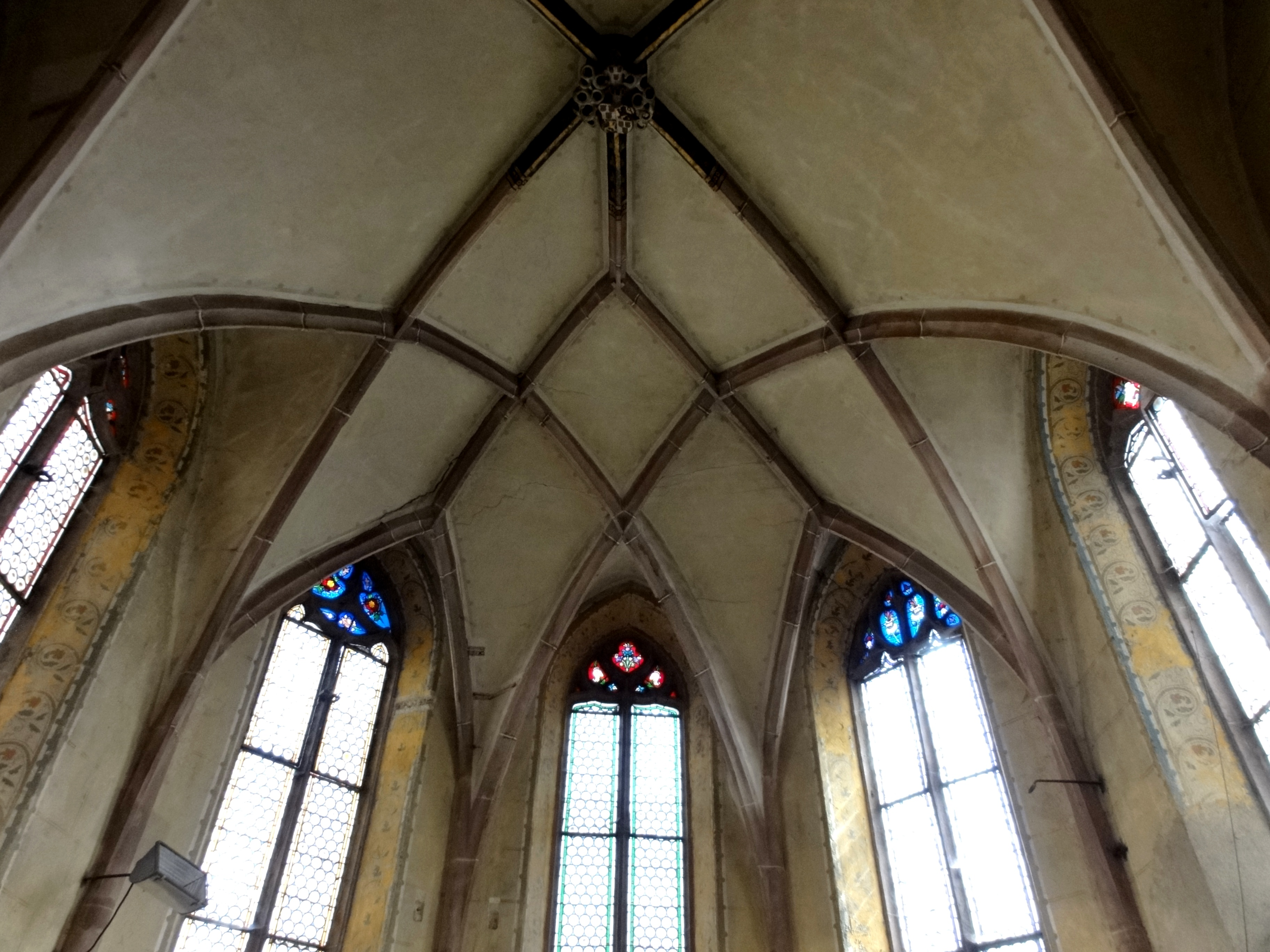
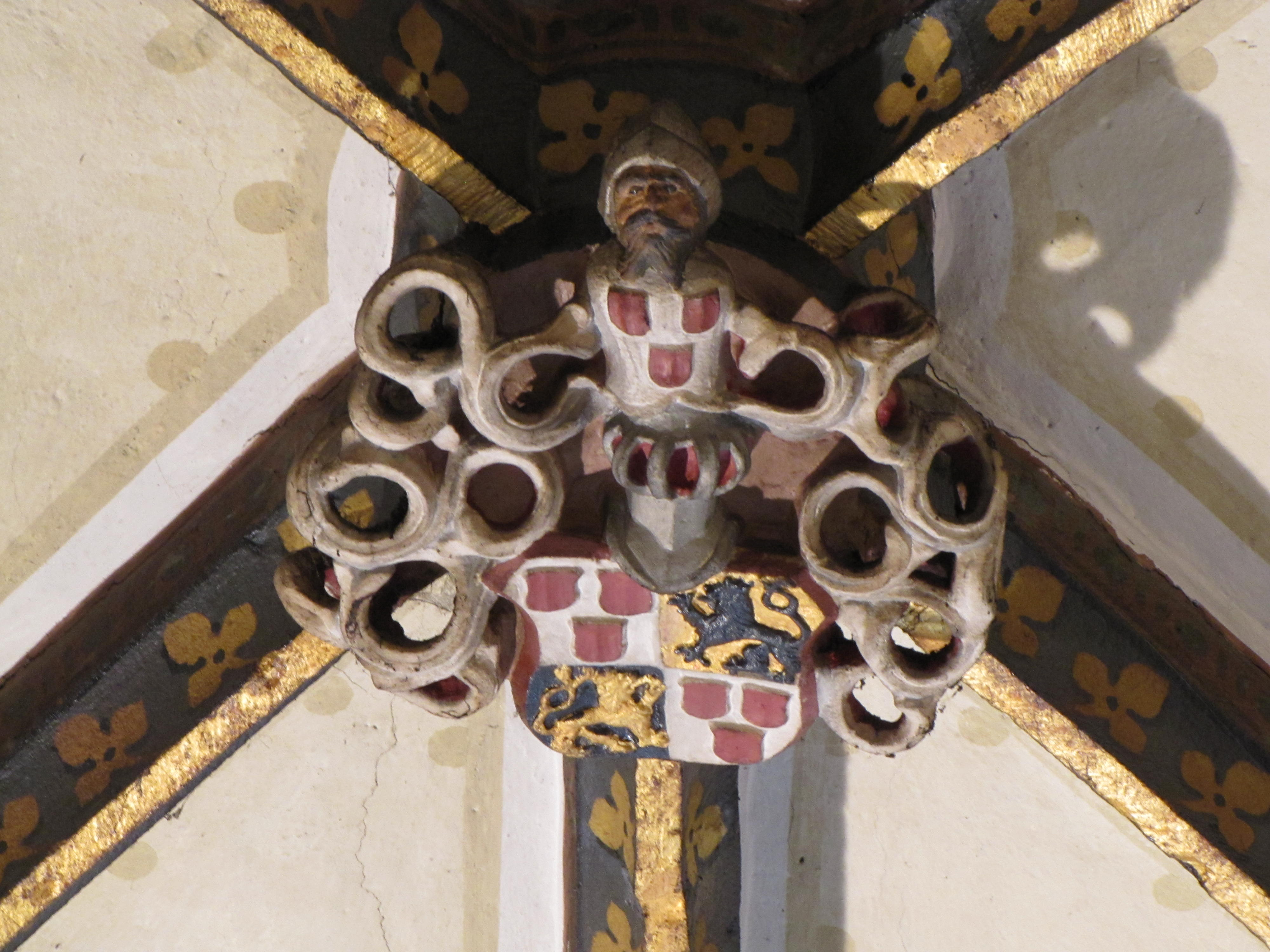